# 서광규
서광규(徐光奎, 1802년 ~ ?)는 조선 후기의 문신이다. 본관은 대구이고, 자는 성서(聖瑞)이다. 정성왕후의 친정오라비 서명백의 6대손이다.

## 생애
예조참의를 지낸 서상록의 아들로 태어났다. 정성왕후의 친정아버지 달성부원군 서종제의 7대손으로, 1830년 7대조 서종제의 제사를 받드는 봉사손이라 하여 특별히 음서로 채용되었다.
1830년(순조 30년) 7월 돈녕부참봉, 1832년 6월 제용감봉사, 1833년 6월 상의원직장, 1834년 12월 활인서별제가 되었다가 바로 한성부 주부로 나갔다. 1835년 6월 의빈부도사, 예빈시주부를 거쳐 사직서령이 되었다. 그해 10월 노성군수로 부임하였다. 1840년 6월 풍기군수로 부임하였으나 1841년 3월 충청우도 암행 어사(忠淸右道暗行御史) 조휘림(趙徽林)의 탄핵 상소로 파직되었다. 1842년 8월 선공감주부, 9월 평시서주부를 거쳐 10월 한성부서윤으로 부임했다가 1843년 선공감주부로 되돌아왔다. 1845년 돈녕부주부가 되었다가 같은 달 한성부판관으로 나갔다. 1846년 장악원첨정을 거쳐 수원판관으로 부임하였다.

## 가계
- 7대조 : 서종제(徐宗悌)
  - 6대조 : 서명백(徐命伯)
    - 종5대조 : 서신수(徐信修)
    - 친5대조 : 서덕수(徐德修) - 서광범의 5대조
      - 고조부 : 서유우(徐有祐)
        - 증조부 : 서일보(徐日輔)
          - 종조부 : 서진순(徐震淳) - 서재필의 증조 할아버지
          - 친조부 : 서정순(徐鼎淳)
            - 아버지 : 서상록(徐相祿, 1780년 ~ ?)
            - 어머니 : 이씨
              - 동생 : 서병두(徐丙斗, 1807년 ~ ?)
                - 조카 : 서재후(徐載厚, 1836년 ~ ?)

              - 부인 : 조씨
                - 장남 : 서재원(徐載元, 1824년 ~ ?)
                - 자부 : 이씨, 이녹재(李祿在)의 딸

            - 처부 : 조진강(趙鎭剛)

          - 외조부 : 이동헌(李東獻)

## 같이 보기
- 서종제
- 서덕수
- 정성왕후
- 서광범
- 서재필
- 서병두